# Gyula Haraszti
Gyula Haraszti (französisch Jules Haraszti; * 25. August 1858 in Kolozsvár, Königreich Ungarn; † 15. Juli 1921 in Budapest) war ein ungarischer Hungarologe, Romanist und Französist.

## Leben
Gyula Haraszti studierte Ungarisch und Französisch. Als Gymnasiallehrer publizierte er zuerst in der Hungarologie, später vor allem in der Französistik. Nach einem Aufenthalt in Frankreich (1889–1890) wurde er 1900 Professor für Französisch an der Universität der Wissenschaften in Budapest (ab 1920 auch Dekan). Er gilt als Begründer der ungarischen Französistik. Er wurde 1903 Mitglied der Ungarischen Akademie der Wissenschaften  und 1905 Mitglied der Kisfaludy-Gesellschaft.
Gyula Haraszti war der Vater des in Frankreich verstorbenen Musikwissenschaftlers Emile Haraszti (1885–1958).

## Werke (Auswahl)

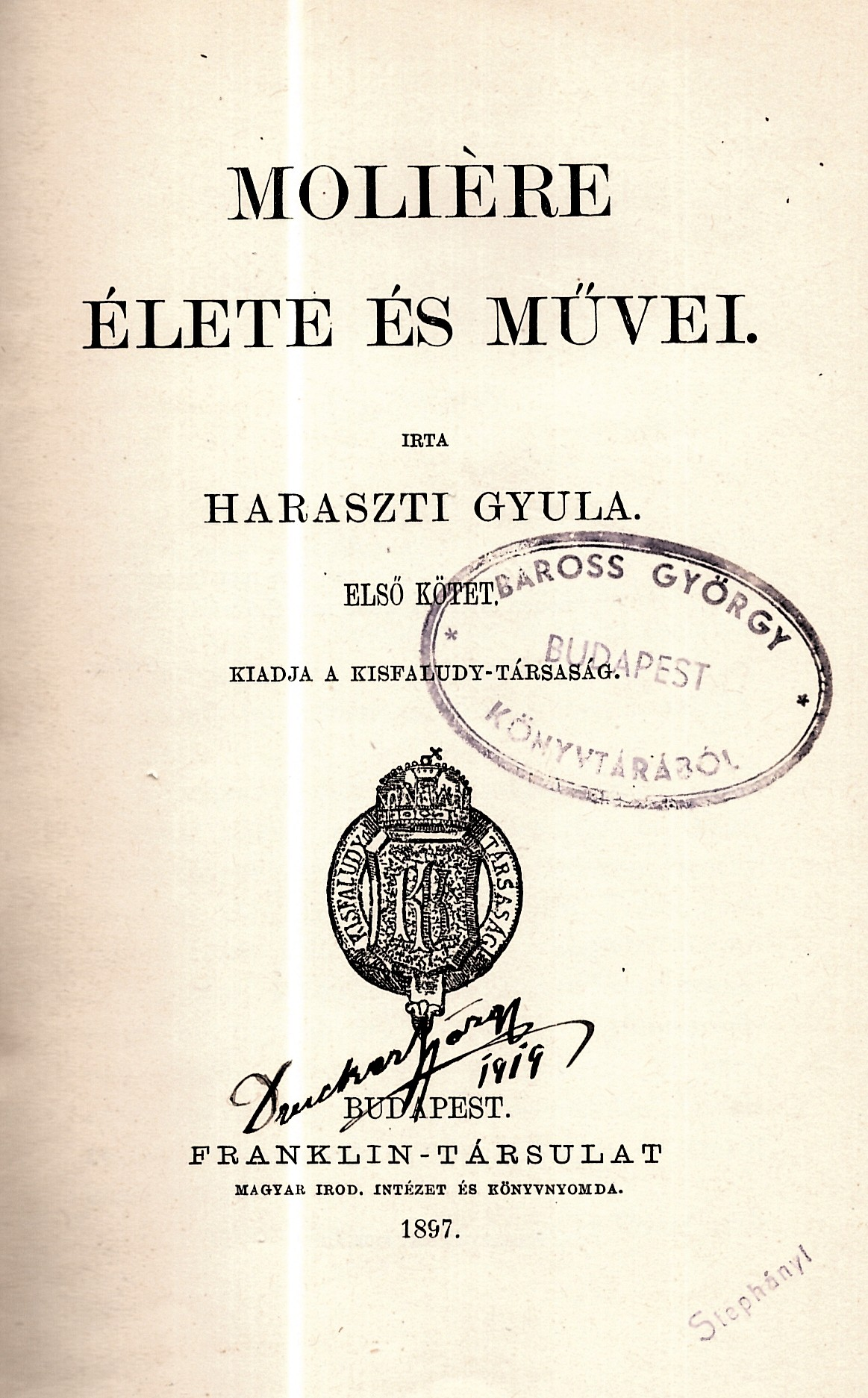
Gyula Haraszti: Miloére élete és művei (Band 1, 1897)

- Mihály Csokonai Vitéz, Budapest, Aigner L., 1880.
- La Poésie d'André Chénier, par Jules Haraszti, Paris, Hachette, 1892 (ungarisch abgefasst 1886)
- Molière élete és művei, 2 Bde., Budapest, Franklin társulat, 1897.
- (Übersetzer) Émile Faguet, A XVIII. század, irodalmi tanulmányok,  Budapest, A M. Tud. Akad., 1898.
- (Hrsg.) A franczia lyrai költészet fejlődése, Budapest 1900.
- La Littérature dramatique au temps de la Renaissance considérée dans ses rapports avec la scène contemporaine. (Akademievortrag, Budapest, 1904), in: Revue d'histoire littéraire de la France, 1904, S. 680–686.
- Corneille és kora a franczia színköltészet fejlődése a középkortól Racineig, Budapest, Magyar tudományos akadémia kiadása, 1906.
- (Hrsg.) Jean de Schelandre, Tyr et Sidon, ou les Funestes amours de Belcar et Méliane. Tragédie, Paris, E. Cornély, 1908 (Société des textes français modernes).
- Edmond Rostand, Paris, Fontemoing, 1913.
- En glanant chez La Fontaine,  hrsg. von Emile Haraszti,  Paris, Picart, 1922 (postum, mit Schriftenverzeichnis und Würdigung).